# Reserva ecológica Manglares Churute
La Reserva ecológica Manglares Churute (REMC), es una área de conservación que se localiza en el golfo de Guayaquil, al sureste de la provincia del Guayas, entre los cantones de Naranjal y Guayaquil. Abarca cerca de 50.000 y comprende los cerros de Churute, la laguna del Canclón, cerro Masvale (1.000 ) y uno de los pocos remanentes de manglar que quedan en la región del golfo. Los cerros se caracterizan por la presencia de neblina constante y el denominado bosque de garúa. En la época lluviosa (enero-abril), la precipitación alcanza los 800 mm en promedio, mientras que en la época seca no presenta precipitaciones significativas.
Esta Reserva, que también combina una porción de tierras continentales más altas y húmedas, encierra infinidad de lagunas y estuarios. Su principal acceso se encuentra en el kilómetro 16 de la carretera Boliche-Puerto Inca. Los Manglares Churute 35.000 ha) fueron, junto a la zona marina del Parque nacional Machalilla, las primeras áreas protegidas del Ecuador en ser declaradas sitio Ramsar por la UNESCO en el año 1954.

## Administración
La Reserva es manejada por el Ministerio del Ambiente, y cuenta con un centro de interpretación dotado de una biblioteca y de un centro de computación donados en los marcos de los convenios entre el Banco Interamericano de Reconstrucción y Fomento (BIRF)-CEDEGE y el consorcio formado entre CEDEGE, el Ministerio del Ambiente y Fundación Natura. Gracias a estos convenios, se han realizado estudios sobre el cangrejo rojo, turismo y se elaboró un plan de control contra incendios forestales. También se han realizado obras de infraestructura para delimitar y proteger la Reserva, se crearon los senderos ecoturísticos y se dotó al personal de control de equipos de comunicación, motocicletas y bicicletas para el patrullaje, e incluso de un motor fuera de borda para la vigilancia de los estuarios.
Esta reserva ecológica fue establecida en julio de 1979 con el propósito de proteger tres sectores claramente definidos: los cerros de Churute, la laguna del Canclón y los remanentes de manglar. La Reserva forma parte del Sistema Nacional de Áreas Protegidas y está inscrita en el Convenio Internacional Ramsar por ser uno de los humedales más importantes del Ecuador (incluyendo la laguna El Canclón). Parte de la Reserva (Cerro Masvale), es manejado por la Fundación Ecológica Andrade de manera privada.

## Características
La Reserva forma parte del estuario interior del golfo de Guayaquil, donde se mezclan las aguas salinas del océano y las dulces aportadas por ríos como el Taura, Churute, Cañar y Naranjal. El aporte de sedimentos, junto a las corrientes marinas, han formado un extenso complejo de canales e islas. 
De la totalidad de la Reserva, 35.000 ha corresponden a manglares, 5.500 ha a bosques secos, semicaducos y húmedos, en los cerros El Mate, Cimalón, Perequete Chico, Perequete Grande, Pancho Diablo y Masvale, y 8.883 ha comprenden el humedal de la laguna El Canclón y las zonas agrícolas de las comunas que se encuentran en el interior de la Reserva. Dentro de la Reserva existen algunos asentamientos humanos que se dedican a actividades agrícolas y ganaderas.

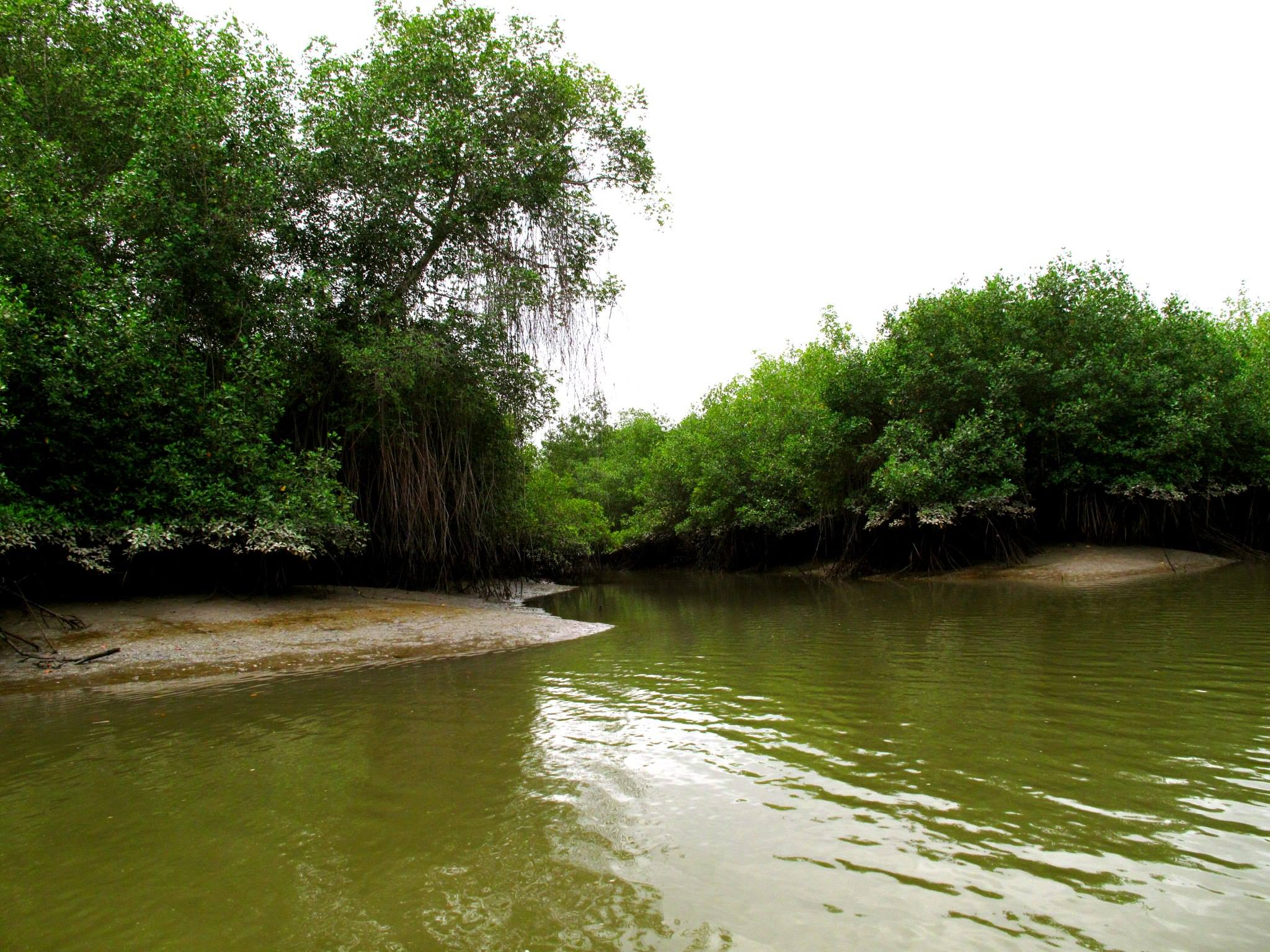
Reserva Ecológica Manglares Churute

## Flora
La flora es diversa en las partes de bosque húmedo. Se han encontrado más de 300 especies de plantas, incluyendo cinco especies de mangle. Adicionalmente, 25 especies son árboles maderables, correspondientes a las familias Bignoniaceae, Caesalpinaceae, Fabaceae, Mimosaceae, Lauraceae, Rhizophoraceae y Sapotaceae. 
Entre las especies endémicas del bosque seco, que merecen especial atención por ser únicas de estos ambientes, se pueden mencionar la chirigua (Eriotheca ruizii), el tirso (Macranthisiphon longifolium) y la Picramnia tumbesina, conocida únicamente en el Cerro Masvale, entre los 200 y 400 m s. n. m. Alrededor de la laguna El Canclón están presentes vistosas plantas flotantes como la lechuga de río (Pistia stratiotes), el jacinto de agua (Eichornia crassipes) y la totora (Schoenoplectus californicus).

## Fauna

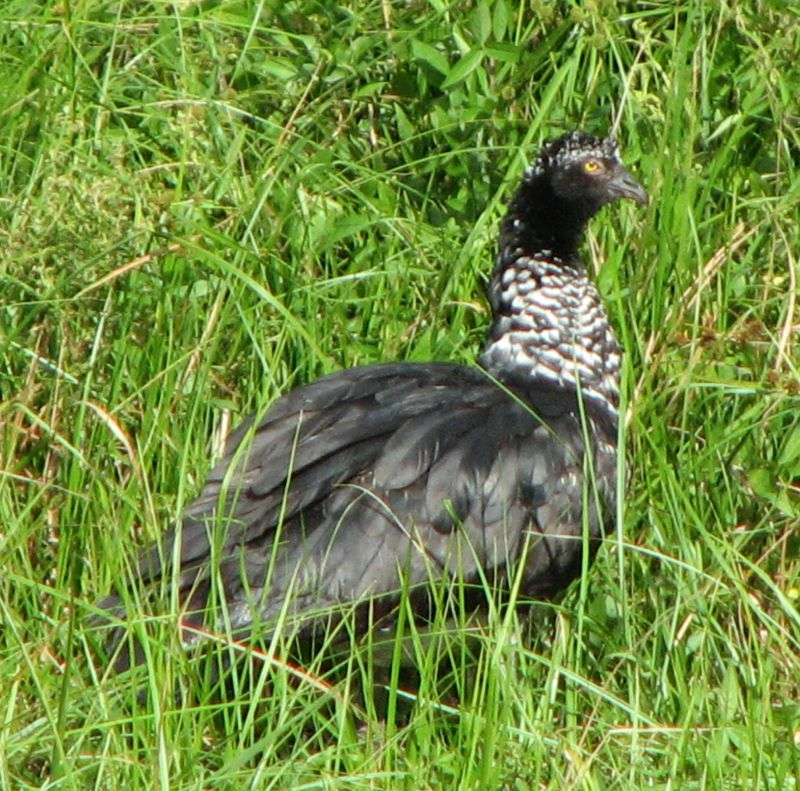
Anhima cornuta

En total se han reportado 45 especies de mamíferos. Los monos aulladores (Alouatta palliata), son aún frecuentes, habiéndose registrado también mapaches cangrejeros (Procyon cancrivorus), perezosos didáctilos (Choloepus hoffmanni), ardillas de cola tupida (Sciurus stramineus), entre otras. En las zonas de manglar hay además algunas especies de delfines como el nariz de botella (Tursiops truncatus).
Se han registrado más de 300 especies de aves en el área. Cuenta con numerosas especies endémicas tumbesinas y varias especies globalmente amenazadas, como el colibrí abejorro (Acestrura bombus), el gavilán dorsigrís (Leucopternis occidentalis) y las paloma montara ventriocre (Leptotila ochraceiventris). La Reserva es importante para especies acuáticas y playeras migratorias, así como para especies amenazadas en Ecuador, como el Aruco (Anhima cornuta). La Reserva alberga la mayor población de esta especie de ave en el país. Además, contiene algunas especies típicamente andinas en sus partes más altas. Hay espátulas rosadas (Platalea ajaja) y garzas estriadas (Butorides striata), níveas (Egretta thula) y azuladas (Ardea herodias), así que singulares cormoranes neotropicales (Phalacrocorax brasilianus), que se alimentan de camarón.